# Frans Hoppenbrouwers
Frans Hoppenbrouwers (Valkenswaard, 2 januari 1940 – Eindhoven, 21 november 2013) was een Nederlands schrijver, dichter en vertaler. Hij was van 2005 tot 2012 stadsdichter van de gemeente Valkenswaard.

## Levensloop
Frans (Franciscus Adrianus Maurus) Hoppenbrouwers werd geboren op 2 januari 1940 te Valkenswaard als zoon van Jan Hoppenbrouwers en An Vaessen. Hij was de vierde van 13 kinderen. Hij groeide op te Westerhoven waarheen het gezin in 1946 verhuisde. In 1953 ging hij naar het seminarie te Helmond.
Vanaf 1958 was hij werkzaam bij de belastingdienst te Eindhoven en op grenskantoor Bergeijk/Lommel-Kolonie. In 1960 werd zijn eerste hoorspel uitgezonden: "Reis naar Tarcia". Er zouden er vele volgen.
In 1963 trad hij in het huwelijk met Roos Wijnants. Ze kregen twee zonen: Jeroen (1967) en Stijn (1970). Vanaf 1971 werkte Hoppenbrouwers in een orthopedagogische zorginstelling in Boxtel, waar hij uiteindelijk ruim 25 jaar zou werken, tot aan zijn vervroegd pensioen. In 1975 verhuisden ze terug naar Valkenswaard, waar ze een huis betrokken aan het Wilhelminapark.
In 1975 werd het eerste deel gepubliceerd van een serie kinderboeken van zijn hand, de Poolsterreeks (uitgeverij Malmberg), die uiteindelijk dertig delen zou omvatten, vertaald in dertien talen. Het deel "Hasse de Haas" (geïllustreerd door Thé Tjong-Khing) kreeg een eervolle vermelding van de Universiteit van Padua in het kader van de prijs voor Europese jeugdliteratuur. In Engeland verschenen daarnaast in 1980 vier Watching Books bij uitgeverij Ginn and Company (Aylesbury). In opdracht van Malmberg schreef hij ook verhalen voor Okki, Jippo en Taptoe, tijdschriften voor schoolgaande kinderen.
In 1980 verscheen het eerste deel van een lange reeks cultuurhistorische boeken: de "Kroniek van de Kempen", gebaseerd op de gelijknamige wekelijkse pagina in een regionale weekkrant. Hieraan werkte een groot aantal deskundigen mee, op tal van gebieden. Hoppenbrouwers was medeoprichter, droeg structureel bij aan de inhoud, en was secretaris van de Stichting Kroniek van de Kempen. In 2001 verscheen het twintigste en laatste deel, en een index.
In 1981 verscheen "'n Snee irluk brood", zijn bekendste publicatie in het Kempisch dialect. In 1983 werd zijn laatste hoorspel, "de Bijenman" uitgezonden, het jaar waarin van zijn hand ook een dichtbundel over kinderen in instituten: "Kinderen van de Keerzijde" verscheen (deze werd later heruitgegeven).
Vanaf 1990 besloot Hoppenbrouwers zich voornamelijk aan de poëzie te wijden. In 1998 kwam zijn magnum opus "Calendarium Poeticum" uit bij uitgeverij Sun (Nijmegen). In 2004 werden vier van zijn gedichten opgenomen in Gerrit Komrij's bloemlezing, en werd hij lid van de redactie van het tijdschrift "Brabants".
Frans Hoppenbrouwers werd in 2005 Koninklijk onderscheiden als lid in de orde van Oranje-Nassau vanwege literaire en cultuurhistorische verdiensten voor de regio, en in datzelfde jaar volgde de benoeming tot gemeentedichter van Valkenswaard, wat hij tot 2012 bleef.
Op de Oude Begraafplaats in Valkenswaard is sinds 2005 het kunstwerk Tales of Endurance (verhalen die voortduren) te zien van Paul van Osch, een serie van vijf (kerk)bankjes met op ieder bankje een regel uit het gedicht 'Berusting' van Hoppenbrouwers: De tijd is op / en legt zich neer / omarmt het lot / en voegt zich dan / naar rust en duur.
In 2006 verscheen zijn eerste roman "Wolfsklauw" en werd zijn werk grotendeels integraal op internet gebracht (CuBra: Cultureel Brabant). In 2007 werd hij met drie gedichten opgenomen in Komrij's bloemlezing kinderpoëzie.
Hoppenbrouwers bleef tot kort voor zijn dood actief als schrijver en redacteur. In 2013 werd de fiets- en wandelroute "Beleef het Gedicht" te Valkenswaard geopend als eerbetoon, en overleed Hoppenbrouwers te Eindhoven. Hij werd begraven op begraafplaats "Eikenhof" te Valkenswaard, waar zijn Roos hem in januari 2024 kwam vergezellen. 
In 2018 werd in de gemeente Bergeijk brug 6 voorzien van leuningen met daarop een gedicht van Hoppenbrouwers (uitgevoerd door kunstenaar Frans Smolders). In 2022 kwam er in de Valkenswaardse wijk de Kreijenbeek een Frans Hoppenbrouwersplantsoen. In mei 2024 werd een gedenksteen met zijn naam geplaatst voor het voormalige woonhuis van de familie Hoppenbrouwers aan de Dorpsstraat 5 in Westerhoven. Ook verscheen er een informatiebord met twee gedichten aan de Provincialeweg, nabij de plaats waar Jan Hoppenbrouwers sr. ooit zijn boomgaard hield.

### Hoorspelen
- Maries of de eerste reis, AVRO 1960
- Reis naar Tarcia, AVRO, 1960
- De jongen met de rode bloem, AVRO, 1961
- Reis in rouw AVRO, 1961
- De bruidsdagen, AVRO, 1962
- Het sprookje van de oude man Emaraldus (jeugd) KRO, 1962
- Natalja, AVRO, 1962
- Voor de duur van een zomer, AVRO, 1962
- De adem van de zee, AVRO, 1962
- Het teken van de vogel, AVRO, 1962
- De stad der duizend doden, AVRO, 1963
- De grote reis van Takinan en Ardjaka, (jeugd, 10 delen), AVRO, 1963
- En weldoende ging zij rond, AVRO, 1964
- De laatste Menapiërs, (jeugd, 10 delen), AVRO, 1966
- De grote scheiding, AVRO, 1966
- De bijenman, AVRO, 1983

### Verhalen voor de radio
- De zee zien, AVRO, 1962
- Monument van oorlog, AVRO, 1963
- De neger is dood, AVRO, 1963
- De sprint, AVRO, 1963
- Lente, zomer, herfst, winter (4 verhalen), AVRO, 1963
- Het gesprek, AVRO, 1963
- Allerlei mensen, (4 verhalen), AVRO, 1965
- Stad en land, AVRO, 1965
- Het gezicht van een stad, AVRO, 1966
- Het pensioen, VPRO, 1966

### Poëzie voor de radio
- Als het lied van een vogel (10 gedichten gelezen door Eva Janssen) AVRO, 1964

### Poëzie
- Gepubliceerde dichtbundels (en gedichten-cycli in de Kroniek van de Kempen)
- 'n Snee irluk bróód (1981)
- D'n aord van 't bisje, in de Kroniek van de Kempen 1981, 1982, 1983
- Zoet als honing, zout als brem (1982)
- Kinderen van de Keerzijde (1983)
- Kinderen van lief en leed (1984)
- Cyclus van mens tot mens (1985):
  - Rondom de geboorte
  - Rondom de liefde
  - Rondom vader en moeder
  - Rondom opa en oma
  - Rondom de dood
- Van Angst en Overmoed (1987)
- Het gelijk van de bosaap
- Dutmala en ik (Kroniek van de Kempen 1991)
- Toemaat (Kroniek van de Kempen 1992)
- Beekdal, Klein Confiteor, Uiterwaarden (Kroniek van de Kempen 1992)
- Stuifzand (Kroniek van de Kempen 1994)
- Kroniek van het dorpsleven I (Kroniek van de Kempen 1995)
- Kroniek van het dorpsleven II (Kroniek van de Kempen 1996)
- Cyclus Verkaveld Bestaan (1994-1996):
  - Portaal, Fingerprint, Eindhoven (1994)
  - Pelgrim, Fingerprint, Eindhoven (1995)
  - Rosa Mystica, Fingerprint, Eindhoven (1996)
- Calendarium poeticum, een galerij van dagen, Nijmegen, SUN (1998)
- Kinderen van de Keerzijde, (volledig herzien) Nijmegen, SUN, 2000
- Tweestromenland, Kroniek van de Kempen, (2000)
- 'n Snee irluk bróód (bibliofiele uitgave, Valkenswaard, HOLAPRESS, 2000)
- Twee vertalingen van sonnetten van Seamus Heaney, Bzzlletin jaargang 30 (2000-2001)[3]
- Tijdloos Verweer, Zaltbommel, Kempen Uitgevers, 2003
- Hoezeer mijn lief, najaar 2006, Kempen Uitgevers, Zaltbommel
- Valkenswaard in litho's en gedichten, Steendrukmuseum, januari 2007, Valkenswaard
- Calendarium II, 365 kwatrijnen, voor elke dag één, te zien vanaf 1 januari 2009 op www.cubra.nl
- Een dertigtal gedichten in het Kempenlands en vertalingen van Nederlandse en buitenlandse gedichten in het Kempenlands in het tijdschrift Brabants
- Valkenswaardse sonnetten, Eersel, uitgeverij Kabeljauws, 2010
- Laatste Gedichten, postume uitgave, Eersel uitgeverij Kabeljauws, 2013

### Proza
- Hoorspelen (voor de jeugd en voor volwassenen) diverse omroepen, jaren zestig van de twintigste eeuw.
- Verhalen in Raam, jaren zestig van de twintigste eeuw.
- De Poolsterreeks (zie onder voor de volledige lijst): een reeks kinderboeken over dieren en natuurvolken, uitgegeven door Malmberg in den Bosch in 30 deeltjes in de volgende talen vertaald: Fins, Noors, Zweeds, Deens, Fries, Engels, Welsh, Duits, Frans, Servisch, Kroatisch, Grieks en Arabisch. Gepubliceerd tussen 1978 en 1982.
- Verhalen in Okki, Jippo en Taptoe, jaren zeventig. Uitgeverij Malmberg.
- Drie boeken over de geschiedenis van het orthopedagogisch instituut De La Salle in Boxtel.
- Kroniek van de Kempen. Een serie van twintig boeken over cultuur-historische, natuur-historische en taalkundige, Kempische onderwerpen, samen met andere auteurs, gepubliceerd tussen 1982 en 2001. Van zijn hand bijdragen in de vorm van losse gedichten, natuur-historische verkenningen, verhalen, volkenkundige artikelen.
- Onder vier ogen met Mientje Kempeneers, 1987
- Wolfsklauw, roman, Eersel, uitgeverij Kabeljauws, augustus 2006 (waarin opgenomen de aangepaste dichtbundel Tweestromenland)
- Hoppenbrouwers leverde bijdragen aan een hele reeks boeken, hier niet nader met naam te noemen.
- Slechtvalk, roman, Eersel, uitgeverij Kabeljauws, oktober 2007
- Vrouwenmantel, roman, Eersel, uitgeverij Kabeljauws, februari 2009
- Zomereik, roman, Eersel, uitgeverij Kabeljauws, november 2009
- Monnikskap, roman, Eersel, uitgeverij Kabeljauws, oktober 2010
- Dorp in vogelvlucht, verhalen in de Trompetter, 2009 en 2010
- Oude Kempische woorden, (taal)columns in de Trompetter, 2011

### De Poolsterreeks (1975-1982)
Dieren
- Boever de bever
- Egge de egel
- Hasse da haas
- Hinze de hermelijn
- Kemar de kameel
- Nurk de neushoorn
- Oende de olifant
- Piwi de pinguïn
- Viete de vlieg
- Vimme de vos
- IJber de ijsbeer
- Karga de kangoeroe
- Lieke het lieveheersbeestje
- Mara de mier
- Minne de MUIS
- Nobbe het nijlpaard
- Paco het paard
- Parre de papegaai
- Poeda de panter
- Schorre de schildpad
- Sirta de slang
- Vomme de vleermuis
- Wodan de wolf
- IJso de ijsvogel

Volkeren
- De Eskimo's
- De Lappen
- De Pueblo-indianen
- De Pygmeeën

Watching Books by Ginn and Company, Aylesbury, 1980
- Cat
- Butterfly
- Dolphin
- Kestrel

- Digitale Bibliotheek voor de Nederlandse Letteren: hopp023
- Gemeinsame Normdatei: 173634346
- International Standard Name Identifier: 0000 0000 5077 6633
- Library of Congress Control Number: nb2001054397
- Nederlandse Thesaurus van Auteursnamen: 069006008
- LIBRIS: 189654
- Système universitaire de documentation: 149804253
- Virtual International Authority File: 19184719
- WorldCat: E39PBJr3tpjbxbTFMJ7myfjt8C